# Општина Шаловци
Општина Шаловци (словен. Šalovci) је једна од општина Помурске регије у држави Словенији. Седиште општине је истоимено насеље Шаловци.

## Природне одлике
Рељеф: Општина Шаловци налази се у североисточном делу Словеније и погранична је са Мађарском. Општина се простире у северном делу области Прекомурје, који припада побрђу Горичко.
Клима: У општини влада умерено континентална клима.
Воде: Најважнији водоток је речица Велика Крка. Остали водотоци су мали и њене су притоке.

## Становништво
Општина Шаловци је ретко насељена.
Општина Шаловци је претежно настањена Словенцима. Мањинско становништво су Мађари (око 11%), који чине већину у једном општинском селу (Домањшевци). Будући да је удео мањи мали, једини званичан језик је словеначки језик.

## Насеља општине
- Будинци
- Доленци
- Домањшевци
- Марковци
- Чепинци
- Шаловци

## Додатно погледати
- Шаловци